# Гаррелл (Арканзас)
Гаррелл (англ. Harrell) — місто (англ. town) в США, в окрузі Калгун штату Арканзас. Населення — 210 осіб (2020).

## Географія
Гаррелл розташований на висоті 62 метри над рівнем моря за координатами 33°30′36″ пн. ш. 92°24′4″ зх. д. / 33.51000° пн. ш. 92.40111° зх. д. (33.510123, -92.401072).  За даними Бюро перепису населення США в 2010 році місто мало площу 1,60 км², уся площа — суходіл.

## Демографія
Згідно з переписом 2010 року, у місті мешкали 254 особи в 119 домогосподарствах у складі 70 родин. Густота населення становила 159 осіб/км².  Було 138 помешкань (86/км²). 
Расовий склад населення:
| - 50,8 % — білих - 48,4 % — чорних або афроамериканців |

До двох чи більше рас належало 0,8 %. Іспаномовні складали 0,0 % від усіх жителів.
За віковим діапазоном населення розподілялося таким чином: 23,6 % — особи молодші 18 років, 57,9 % — особи у віці 18—64 років, 18,5 % — особи у віці 65 років та старші. Медіана віку мешканця становила 42,8 року. На 100 осіб жіночої статі у місті припадало 81,4 чоловіків;  на 100 жінок у віці від 18 років та старших — 76,4 чоловіків також старших 18 років.
Середній дохід на одне домашнє господарство  становив 39 226 доларів США (медіана — 28 438), а середній дохід на одну сім'ю — 46 641 долар (медіана — 39 500). За межею бідності перебувало 25,2 % осіб, у тому числі 44,0 % дітей у віці до 18 років та 19,4 % осіб у віці 65 років та старших.
Цивільне працевлаштоване населення становило 136 осіб. Основні галузі зайнятості: виробництво — 30,1 %, освіта, охорона здоров'я та соціальна допомога — 19,1 %, будівництво — 19,1 %.
За даними перепису населення 2000 року в Гарреллі проживало 293 особи, 81 сім'я, налічувалося 120 домашніх господарств і 139 житлових будинків. Середня густота населення становила близько 183 особи на один квадратний кілометр. Расовий склад Гаррелла за даними перепису розподілився таким чином: 43,00 % білих, 56,31 % — чорних або афроамериканців, 0,68 % — представників змішаних рас.
З 120 домашніх господарств в 32,5 % — виховували дітей віком до 18 років, 43,3 % представляли собою подружні пари, які спільно проживали, в 20,8 % сімей жінки проживали без чоловіків, 32,5 % не мали сімей. 28,3 % від загального числа сімей на момент перепису жили самостійно, при цьому 13,3 % склали самотні літні люди у віці 65 років та старше. Середній розмір домашнього господарства склав 2,44 особи, а середній розмір родини — 2,94 особи.
Населення містечка за віковим діапазоном за даними перепису 2000 року розподілилося таким чином: 28,3 % — жителі молодше 18 років, 9,2 % — між 18 і 24 роками, 27,3 % — від 25 до 44 років, 19,8 % — від 45 до 64 років і 15,4 % — у віці 65 років та старше. Середній вік мешканця склав 34 роки. на кожні 100 жінок в Харрелі припадало 83,1 чоловіків, у віці від 18 років та старше — 75,0 чоловіків також старше 18 років.
Середній дохід на одне домашнє господарство в містечкі склав 21 875 доларів США, а середній дохід на одну сім'ю — 33 333 долара. При цьому чоловіки мали середній дохід в 30 500 доларів США на рік проти 14 500 доларів середньорічного доходу у жінок. Дохід на душу населення в містечкі склав 12 539 доларів на рік. 15,0 % від усього числа сімей в окрузі і 23,5 % від усієї чисельності населення перебувало на момент перепису населення за межею бідності, при цьому 25,3 % з них були молодше 18 років і 20,0 % — у віці 65 років та старше.